# Дидиза, Токо
Анжела Токо Дидиза (англ. Angela Thoko (Thokozile) Didiza; род. 2 июня 1965, Дурбан, Наталь) — государственный и политический деятель Южно-Африканской Республики (ЮАР). Член Африканского национального конгресса (АНК). Министр сельского хозяйства, земельной реформы и развития сельских районов ЮАР с 30 мая 2019 года. Депутат Национальной ассамблеи ЮАР с 2014 года.
По результатам парламентских выборов 2014 года избрана депутатом Национальной ассамблеи ЮАР. Переизбрана по результатам  парламентских выборов 2019 года.